# Мала гідроелектростанція

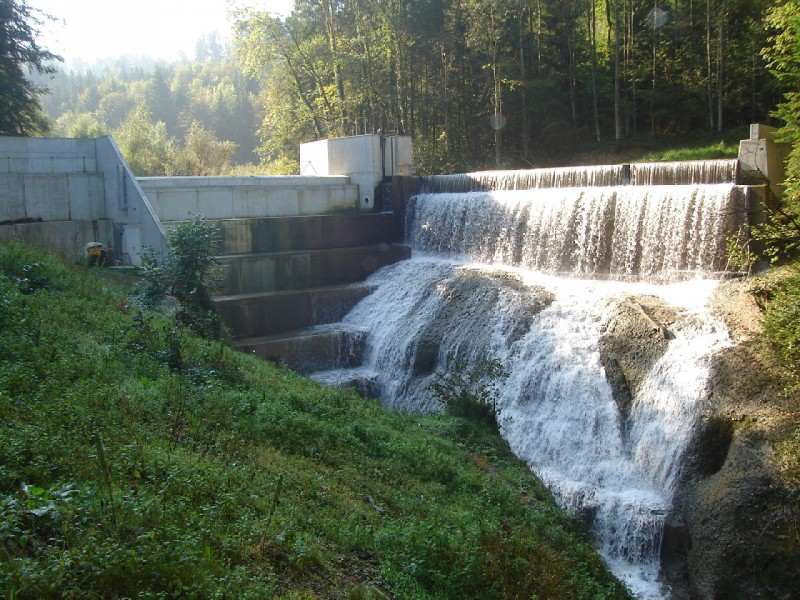
Мала гідроелектростанція в Швейцарії

Мала гідроелектростанція або мала ГЕС (МГЕС) — гідроелектростанція, що виробляє порівняно малу кількість електроенергії. Загальноприйнятого для всіх країн поняття малої гідроелектростанції немає, основною характеристикою таких ГЕС прийнята їх встановлена потужність.

## Класифікація МГЕС
Найчастіше до малих гідроелектростанцій відносять гідроенергетичні установки, встановлена потужність яких не перевищує 5 МВт (Австрія, Німеччина, Польща, Іспанія та ін.). У Латвії і Швеції малими вважають ГЕС зі встановленою потужністю до 2 МВт, у деяких інших країнах — до 10 МВт (Греція, Ірландія, Португалія). Також відповідно до визначення Європейської асоціації малої гідроенергетики вважаються малими ГЕС до 10 МВт.
Час від часу відбуваються зміни класифікації: у США, де були вжиті заходи стимулювання розвитку малої гідроенергетики шляхом спрощення Ліцензійної процедури оформлення проектів будування малих ГЕС, від початку до них відносили ГЕС зі встановленою потужністю до 5 МВт, потім верхня межа була збільшена до 15 МВт, а в 1980 їх максимальна встановлена потужність була обмежена 30 МВт. В СРСР згідно СНиП 2.06.01-86 до малих відносилися ГЕС зі встановленою потужністю до 30 МВт при діаметрі робочого колеса турбіни до 3 м. Серед малих ГЕС умовно виділяють мікроГЕС, встановлена потужність яких не перевищує 0,1 МВт.
В уведеному 2004 р. СНиП 33-01-2003 (що замінив СНиП 2.06.01-86) характеристики, за якими гідроелектростанція класифікувалася б як «мала», було вилучено. У діючому наразі СП 58.13330.2012 (уведений з 1 січня 2013 р. і замінив собою СНиП 33-01-2003) ці характеристики і саме поняття «мала ГЕС» також відсутні.
- Слід відзначити, що в СНиП 33-01-2003 пункт 5.4.8 і в СП 58.13330.2012 пункт 8.31 все ж таки згадують малі ГЕС, але, ймовірно, це являється просто помилкою.

В уведеному 1999 року ГОСТ Р 51238-98 «Нетрадиційна енергетика. Гідроенергетика мала. Терміни та визначення» згадуються такі поняття, як мала гідроелектростанція, під якою розуміється ГЕС зі встановленою потужністю від 100 до 30 000 кВт, і мікрогідроелектростанція зі встановленою потужністю до 100 кВт.

## Мала гідроенергетика за країною
У Білорусі до створення єдиної Білоруської енергетичної системи існувало 179 малих ГЕС, які забезпечували електроенергією сільське господарство, після — більшість з них було закинуто, а зараз робляться спроби їх відновити. Згідно з Постановою РМ РБ від 24 квітня 1997 № 400 «про розвиток малої і нетрадиційної енергетики», малими електростанціями вважаються електростанції зі встановленою потужністю до 6 МВт. Концерн ««Беленерго»» повинен розраховуватися з малими електростанціями за поставлену електроенергію за подвоєними тарифами. На 2010 рік у країні діє 36 МГЕС загальною потужністю 13,5 МВт і виробленням понад 33 млн кВт·год на рік.
Аналогічні пільги діють і в Латвії, виходячи з »Закону про енергетику» від 3 вересня 1998 р., держава гарантує закупівлю електроенергії від малих ГЕС за подвійним тарифом протягом 8 років після введення в експлуатацію.
У Швеції діє 1350 малих ГЕС, які виробляють 10% необхідної країні електроенергії, у Китаї діє близько 83 тисяч малих ГЕС.
Потужність малої гідроенергетики в країнах Євросоюзу на 2005 рік:
| Країна          | Кількість агрегатів | Потужність МГЕС, МВт | Доля МГЕС у загальній потужності в ЄС (%) | Доля МГЕС у загальній потужності ГЕС (%) | Виробництво електроенергії від МГЕС (ТВт*ч) | Доля МГЕС у генерації електроенергії в ЄС (%) |
| --------------- | ------------------- | -------------------- | ----------------------------------------- | ---------------------------------------- | ------------------------------------------- | --------------------------------------------- |
| Бельгія         | 82                  | 96                   | 0.61                                      | 6.86                                     | 385                                         | 0.46                                          |
| Данія           | 40                  | 11                   | 0.09                                      | 100.00                                   | 30                                          | 0.08                                          |
| Німеччина       | 6200                | 1500                 | 1.27                                      | 16.67                                    | 6500                                        | 1.14                                          |
| Греція          | 40                  | 69                   | 0.63                                      | 2.30                                     | 350                                         | 0.65                                          |
| Іспанія         | 1106                | 1607                 | 3.06                                      | 9.08                                     | 4825                                        | 2.14                                          |
| Франція         | 1730                | 2000                 | 1.73                                      | 7.81                                     | 7500                                        | 1.39                                          |
| Ірландія        | 45                  | 23                   | 0.48                                      | 4.51                                     | 96                                          | 0.40                                          |
| Італія          | 1510                | 2229                 | 3.12                                      | 10.98                                    | 8320                                        | 3.01                                          |
| Люксембург      | 29                  | 39                   | 3.25                                      | 3.55                                     | 195                                         | 0.22                                          |
| Нідерланди      | 3                   | 2                    | 0.01                                      | 2.22                                     | 1                                           | 8.47                                          |
| Австрія         | 1700                | 866                  | 4.89                                      | 7.53                                     | 4246                                        | 6.87                                          |
| Португалія      | 74                  | 286                  | 2.62                                      | 6.36                                     | 1100                                        | 2.51                                          |
| Фінляндія       | 204                 | 320                  | 1.96                                      | 11.03                                    | 1280                                        | 1.83                                          |
| Швеція          | 1615                | 1050                 | 3.20                                      | 6.40                                     | 4600                                        | 3.15                                          |
| Велика Британія | 110                 | 162                  | 0.21                                      | 3.77                                     | 840                                         | 0.22                                          |

## Екологія
Річки у високоіндустріалізованих регіонах, таких як Європа та США, протягом століть зазнали суттєвих змін через будівництво гідроелектростанцій. Дамби електростанцій створили низку проблем: втрата біорізноманіття,  перешкодження руху поживних речовин та осаду вниз за течією, зниження рівня водоносного шару, який утримує підземну воду,  зміна динаміки течії та температурного режиму. Демонтаж дамб електростанцій в розвинутих країнах почався ще у минулому столітті, через не ефективність, бо вони мають високі витрати на технічне обслуговування та обов’язковий захист довкілля, зокрема будівництво рибопропускних споруд.  З 2020 року почалось демонтування низки дамб на річці Хіітоланйокі у Фінляндії через закінчення строку експлуатації, не рентабельності використання та планування розвитку водного туризму в регіоні; воно показало покращення популяції лосося та форелі.